# Acanthodillo commensalis
Acanthodillo commensalis is een pissebed uit de familie Armadillidae. De wetenschappelijke naam van de soort is voor het eerst geldig gepubliceerd in 1913 door Baker.